# Vladimir Nikolajevič Alexejev
Vladimir Nikolajevič Alexejev (rusky Владимир Николаевич Алексеев; 26. srpnajul./ 8. září 1912greg. – 24. července 1999) byl sovětský námořní velitel a admirál.
Od patnácti let sloužil u obchodního námořnictva, poté v roce 1933 vstoupil do sovětského námořnictva. V roce 1935 absolvoval námořní akademii a stal se ponorkovým navigátorem, později navigátorem oddílu torpédových člunů. Od června 1936 sloužil jako hlavní navigační důstojník oddílu 3. brigády lodí Tichooceánského loďstva. V srpnu 1938, během velké čistky, byl ze své funkce odvolán a zatčen, již v lednu 1939 byl osvobozen, rehabilitován a od května 1939 opět ve službě. V listopadu 1940 byl jmenován náčelníkem štábu oddílu obrněných člunů Tichooceánského loďstva. V roce 1941 vstoupil do KSSS.
V dubnu roku 1944 se stal důstojníkem rozvědky ve štábu Severního loďstva, ale na vlastní žádost byl přidělen jako velitel 3. oddílu v brigádě torpédových člunů. Během petsamsko-kirkeneské operace dne 21. října potopila jeho jednotka 17 nepřátelských zásobovacích lodí bez ztráty ve vlastních řadách. Za tento čin získal titul Hrdina Sovětského svazu a Leninův řád. Účastnil se také moskevské vítězné přehlídky.
Po válce sloužil v různých funkcích v Severním loďstvu, v září 1947 se stal velitelem brigády torpédových člunů, 27. leden 1951 byl povýšen do hodnosti kontradmirála a od července 1951 do února 1952 velel 51. divizi torpédových člunů. V roce 1953 vystudoval Akademii generálního štábu. Poté velel Lijepajské námořní základně, oddílu minolovek plujících k předání do Egypta, učil na Akademii generálního štábu.
Od září 1957 do července 1962 působil ve funkci náčelníka štábu Baltského loďstva, 27. dubna 1962 se stal viceadmirálem. Rok strávil výukou na Akademii generálního štábu, pak působil ve funkci pomocníka pro námořnictvo představitele Varšavské smlouvy u rumunské armády. V prosinci 1965 se stal zástupcem náčelníka hlavního námořního štábu pro organizaci. V červnu 1967 postoupil na post prvního zástupce náčelníka hlavního námořního štábu a 6. listopadu 1970 byl povýšen na admirála. V říjnu 1975 odešel ze štábu námořnictva, zůstal konzultantem Akademie generálního štábu. Do výslužby odešel roku 1986.